# David Crane (nhà sản xuất)
David Crane (sinh ngày 13 tháng 8 năm 1957) là nhà văn và nhà sản xuất Mỹ. Ông là nhà sáng lập của loạt phim hài tình huống Friends cùng người bạn lâu năm Marta Kauffman.

## Cuộc đời và sự nghiệp
Crane sinh tại Philadelphia, là con trai của phát thanh viên tin tức WCAU Philadelphia Gene Crane và người vợ đầu tiên, Joan. Ông là người Do thái. Ông tới dự Trường Trung học Harriton ở Bryn Mawr, Pennsylvania và nhận bằng tại Đại học Brandeis.
Ông và người tình Jeffrey Klarik (là nhà sản xuất của Mad About You), sáng lập loạt phim hài tình huống The Class.
Năm 2011, Crane và Klarik sáng lập loạt phim Episodes trên BBC. Trình chiếu trên đài Showtime vào ngày Chủ nhật 9 tháng 1 năm 2011 và trên BBC Two ngày 10 tháng 1 năm 2011, với diễn xuất của Matt LeBlanc, Stephen Mangan và Tamsin Greig.

## Sự nghiệp điện ảnh
- Episodes, 2011 (biên kịch/sản xuất)
- The Class, 2006 (sáng lập, biên kịch và giám đốc sản xuất)
- Jesse, 1998 (giám đốc sản xuất)
- Veronica's Closet, 1997 (sáng lập, giám đốc sản xuất)
- Friends, 1994 (sáng lập, biên kịch, giám đốc sản xuất)
- Dream On, 1990 (biên kịch/sản xuất)